# Alvarães (ort)
Alvarães är en ort längs Amazonfloden i nordvästra Brasilien, och tillhör delstaten Amazonas. Den är centralort i en kommun med samma namn och folkmängden uppgick till cirka 8 000 invånare vid folkräkningen 2010.